# Třída Magdeburg
Třída Magdeburg byla třída lehkých křižníků Kaiserliche Marine. Skládala se ze čtyř jednotek. Dva křižníky byly potopeny v první světové válce a dva byly po válce v rámci reparací předány Francii a Itálii.

## Stavba
Křižníky třídy Magdeburg měly čtyřkomínovou siluetu a lze je považovat za první opravdu moderní lehké křižníky Kaiserliche Marine. V letech 1910–1912 byly postaveny čtyři křižníky této třídy. Do jejich stavby se zapojily loděnice AG Weser v Brémách, AG Vulcan Stettin ve Štětíně a Kaiserliche Werft Wilhelmshaven v Wilhelmshavenu.
Jednotky třídy Magdeburg:
| Jméno      | Loděnice                        | Založení kýlu | Spuštěna          | Vstup do služby   | Status |
| ---------- | ------------------------------- | ------------- | ----------------- | ----------------- | --- |
| Magdeburg  | AG Weser                        | 1910          | 13. května 1911   | 20. srpna 1912    | Dne 26. srpna 1914 uvázl na mělčině. Zničen vlastní posádkou.                                                                           |
| Breslau    | AG Vulcan Stettin               | 1910          | 16. května 1911   | 10. května 1912   | V srpnu 1914 předán Osmanskému námořnictvu. Sloužil jako Midilli. Dne 20. ledna 1918 se při výpadu do Egejského moře potopil na minách. |
| Strassburg | Kaiserliche Werft Wilhelmshaven | 1910          | 24. srpna 1911    | 9. října 1912     | Roku 1920 vyřazen. V rámci reparací připadl Itálii. Přejmenován na Taranto. Roku 1944 byl potopen při náletu.                           |
| Stralsund  | AG Weser                        | 1910          | 4. listopadu 1911 | 10. prosince 1912 | Roku 1920 vyřazen. V rámci reparací připadl Itálii. Přejmenován na Mulhouse. Sešrotován 1933.                                           |

## Konstrukce

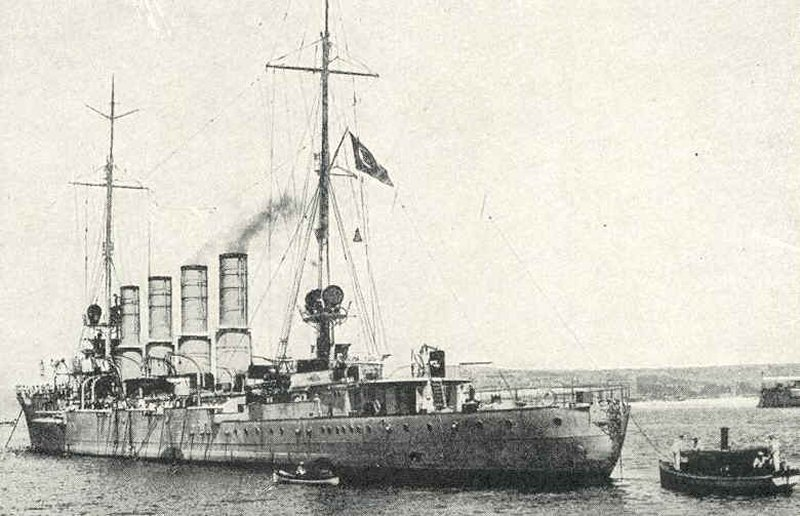
Midilli (ex SMS Breslau)

Výzbroj tvořilo dvanáct 105mm kanónů, dva 500mm torpédomety a až 120 min. Na bocích trupu byl pancéřový pás, který měl až 60mm v oblasti pohonného systému a ke koncích se ztěnčoval na 18 mm. Doplňovala jej pancéřová paluba. Pancéřované byly rovněž štíty děl a velitelský můstek. Každý křižník měl odlišný pohonný systém. Všechny měly šestnáct kotlů Marine, lišil se však počet turbín. Strassburg měl dvě turbíny Marine, Magdeburg a Stralsund tři turbíny Bergmann a Breslau čtyři turbíny AEG-Vulcan. Stejný byl počet lodních šroubů. Výkon pohonu byl 25 000 hp. Nejvyšší rychlost dosahovala 27 uzlů. Dosah byl 5820 námořních mil při rychlosti 12 uzlů.

### Modifikace
Roku 1915 Strassburg dostal silnější výzbroj sedmi 150mm kanónů, dvou 88mm kanónů a dvou 500mm torpédometů. Roku 1916 byl stejně upraven i Stralsund.

## Osudy

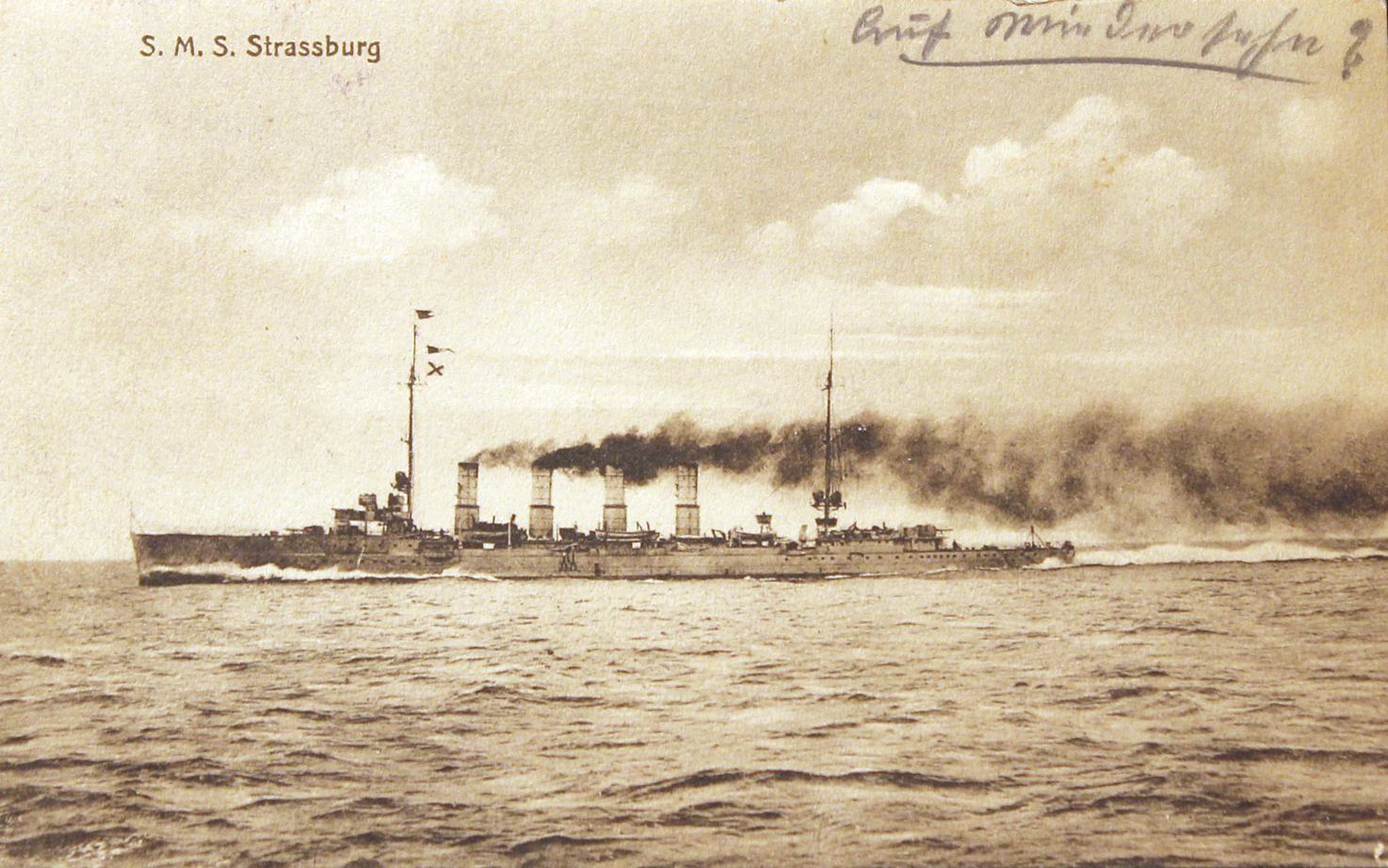
SMS Strassburg

Magdeburg uvízl dne 26. srpna 1914 při operaci ve Finském zálivu na mělčině u ostrova Odensholm a nepodařilo se ho vyprostit. Část posádky převzal torpédoborec V 26. Loď posléze ostřelovaly ruské křižníky Bogatyr a Pallada, pokus o vyhození do povětří skončil zničením přídě. Dohoda po kapitulaci lodi ukořistila kódové knihy a šifrovací klíče, což britské námořní zpravodajské službě umožnilo prolomení německých šifer.
Breslau se podařilo společně s bitevním křižníkem Goeben proniknout Středozemním mořem do osmanského Istanbulu a obě lodi byly formálně zařazeny do služby Osmanského námořnictva (sloužily ovšem pod německým velením a s německou posádkou). Připlutí německých lodí hrálo důležitou roli v rozhodnutí Turecka vstoupit do války na straně Centrálních mocností. Křižník pak operoval zejména v Černém moři a to pod jménem Midilli. Dne 20. ledna 1918 se Breslau při výpadu do Egejského moře, který podnikl společně s bitevním křižníkem Goeben, dostal do minového pole a postupně inicioval pět min. Potopil se v 9:07. Zahynuly dvě třetiny posádky včetně velitele lodi námořního kapitána Georga von Hippela.
Strassburg a Stralsund se dne 28. srpna 1914 účastnily první bitvy u Helgolandské zátoky. Strassburg v ní byl poškozen.
Strassburg a Stralsund válku přečkaly a byly předány vítězným mocnostem. Strassburg získala Itálie (byl přejmenován na Taranto a potopen při náletu v roce 1944). Stralsund získala Francie, která ho nechala v roce 1933 sešrotovat.